# Personennamendatei
Personennamendatei (PND) — немецкая система классификации и систематизации персоналий, предназначенная преимущественно для библиотек. PND создана в 1995—1998 годах и опубликована Немецкой национальной библиотекой. По каждой персоналии хранятся данные об имени, дате рождения и роде занятий, каждой персоналии присвоен идентификационный номер PND.
PND включает в себя более двух миллионов записей и сравнима с «Library of Congress Name Authority File» (LCNAF).
В апреле 2012 года в Германии запущена универсальная система классификации Gemeinsame Normdatei (GND), которая включила в себя записи четырёх систем: Personennamendatei (PND), Schlagwortnormdatei (SWD), Gemeinsame Körperschaftsdatei (GKD) и Einheitssachtitel-Datei des Deutschen Musikarchivs (DMA-EST).